# Jakob Friedrich Hottinger
Jakob Friedrich Hottinger (* 29. Oktober 1842 in Zürich; † 16. April 1915) war ein Schweizer Pfarrer und Politiker im Kanton Zürich.

## Leben
Geboren als Sohn des Melchior Hottinger besuchte Jakob Friedrich Hottinger das Gymnasium in Zürich. Im Wintersemester 1860 immatrikulierte er sich im Fach Theologie an der Universität Zürich und war zunächst Mitglied der Zofingia. 1863 wurde er Conkneipant (CK) des Corps Rhenania Zürich. Nach Abschluss des Studiums wurde er 1865 ordiniert. Zunächst war er Vikar in Dällikon. 1867 wurde er dort Verweser und 1868 Pfarrer. 1872 heiratete er Katharina Brunner. Von 1879 bis zu seiner Resignation 1907 war er Pfarrer in Weisslingen.
Von 1891 bis 1899 gehörte Hottinger für den Wahlkreis Russikon dem Kantonsrat Zürich an.